# Diluvio universale (Liberi)
Il Diluvio universale è un dipinto a olio su tela di grandi dimensioni eseguito da Pietro Liberi nel 1661 e conservato sulla parete del transetto sud della basilica di Santa Maria Maggiore.

## Storia
Pietro Liberi fu un artista di grande fama sia a Venezia che in molte città europee e la Congregazione della Misericordia Maggiore che gestiva i beni e gli arredi della chiesa di Santa Maria Maggiore, pensò di assegnargli la commissione per l'esecuzione di opere che dessero prestigio alla basilica. Infatti l'8 settembre 1660, venne firmato il contratto per l'esecuzione di sedici opere e tra queste un quadro dal titolo il Diluvio universale, episodio tratto dalla Bibbia, Genesi (7; 8, 1-19).
La tela, dalle grandi dimensioni, doveva essere posta in alto, sul transetto a destra del presbiterio, con la cornice in gesso eseguita dalla bottega degli stuccatori ticinesi Giovanni Angelo e il figlio Gerolamo Sala, come gran parte degli stucchi della basilica terminati nel 1694, coprendo la parte superiore dell'affresco dell'Albero della Vita eseguito dal Maestro dell'Albero della Vita risalente al 1347.
Nel 1661, l'artista ebbe terminato il lavoro, ma subito nacquero incomprensioni con i committenti che si ritenevano non soddisfatti dell'opera sospendendo il contratto:
L'artista presentò l'anno seguente un bozzetto per un ulteriore lavoro, ma pare che anche questo non fosse di piacimento ai committenti che lo respinsero. L'artista, nel 1663, propose quindi di apportare piccole modifiche, che però non vennero mai eseguite. Solo una perizia che vide la congregazione rappresentata da Francesco Cairo e da Pietro Della Vecchia per l'artista, pose fine alla controversia.
Nel 1681 fu Luca Giordano a eseguire il secondo dipinto per il braccio destro della basilica, raffigurante Passaggio del mar Rosso, e sul lato a sinistra la tela di Antonio Zanchi Mosè fa scaturire l'acqua dalla roccia.
Il dipinto ebbe il primo restauro nel 1958 ad opera di Franco Steffanoni, senza che venisse rimosso dalla locazione originaria. Nel 2015, per i 750 anni della congregazione, si decise di eseguire un grande restauro con la rimozione del dipinto dalla sua sede. Le dimensioni e il peso del soggetto (450 kg) crearono non poche difficoltà nella rimozione che richiese l'intervento di un autocarro con gru con un sistema di funi e tiranti, e non poca apprensione da parte dei responsabili. Il restauro venne realizzato a cura Antonio Zaccaria ed ebbe una durata di due anni. Anche il restauro richiese una particolare tecnica che permettesse di non lavorare in libertà sul dipinto. Dopo la rimozione di vecchie vernici, polveri e depositi causati dal tempo, sono ritornati i colori originali del dipinto e gli effetti drammatici che l'artista aveva creato.
Circa una ventina di anni dopo, Antonio Cifrondi ne farà una copia, di dipensioni ridotte e con le caratteristiche pittoriche che lo differenziano dal Liberi conservato in collezione privata.

## Descrizione
La grande tela, doveva essere la prima di una serie di sedici tele. In particolare di tre dipinti che sarebbero stati posizionati uno sul fondo della chiesa, poi eseguito da Luca Giordano e intitolato Passaggio del mar Rosso, l'altro sul braccio di fronte, realizzato da Antonio Zanchi e intitolato Mosé che fa scaturire l'acqua dalla roccia.
L'acqua quale elemento collegante delle tre opere. La scena rappresentata, riprende alcuni elementi del Diluvio Universale di Michelangelo, in particolare nella scena in primo piano con i grandi corpi che cercano di salvarsi dalle acque quando ormai l'arca è lontana. Il dipinto vuole raffigurare gli uomini nel momento di estrema disperazione, e nel momento della verità. Quindi ci racconta chi prega, chi si dispera, chi cerca comunque anche nell'ultimo istante un motivo di guadagno, e chi invece si prende cura di altri. Questi momenti concitati e drammatici si colgono in questa tecnica veloce e poco definita dell'artista. I committenti invece non capirono e lamentarono la mancanza di una pittura definita, meno veloce, più tradizionale, mentre il pittore, abituato a realizzare grandi opere che sarebbero state viste ad molta distanza, aveva una pittura molto veloce e non definita nei particolari, specialmente per gli elementi posti in secondo piano. L'artista ha rappresentato un momento insolito del diluvio, la disperazione del cielo e della terra, unite in un unico elemento.